# Хіннейа
Хіннейа, також Хінне (норв. Hinnøya) — острів в Північній Норвегії, район Нур-Норге.
Найбільший прибережний острів у Норвегії (більшими у складі країни є лише кілька островів архіпелагу Шпіцберген). Територія острова — 2204,7 км ². Населення острова — 31 851 жителів (2006 рік). Західна частина острова Хіннея адміністративно відноситься до регіону Вестеролен, південно-західний край — до регіону Лофотен. Найбільше поселення місто Харстад. Декілька сіл розкидані по острову, серед них виділяються Буркенес, Ледінген, Сігерфьорд і Сервік.

## Інтернет-ресурси
- Wildlife of the Hinnøya region